# Житлово-комунальне господарство
Житлово-комунальне господарство — сукупність галузей, що забезпечують життя і роботу населення країни в нормальних умовах, а також постачання підприємств галузей народного господарства необхідними ресурсами води, газу, тепла й електроенергії.
Система ЖКГ представлена виробниками і споживачами житлово-комунальних послуг. Головною метою є утримання в належному стані і функціонування житлового фонду (житлових та допоміжних приміщень), проводить реконструкцію/ремонт та технічну експлуатацію житлового фонду, відповідно до санітарних вимог утримує житлові будинки, прибудинкові території та місця загального користування, надає комплекс додаткових супутніх послуг. На практиці багато з цих послуг надають спеціалізованими житлово-експлуатаційними організаціями, які залучають на договірних засадах інші спеціалізовані підприємства. В містах вони входять до складу міського господарства. У багатьох містах і селищах підприємства комунального господарства обслуговують також і промислові підприємства, забезпечуючи їх водою, електроенергією, газом та ін. Однак залежно від місцевих умов, промислові підприємства мають і власні системи тепло забезпечення, водопостачання, каналізацію, і інші споруди комунального призначення.

## Структура

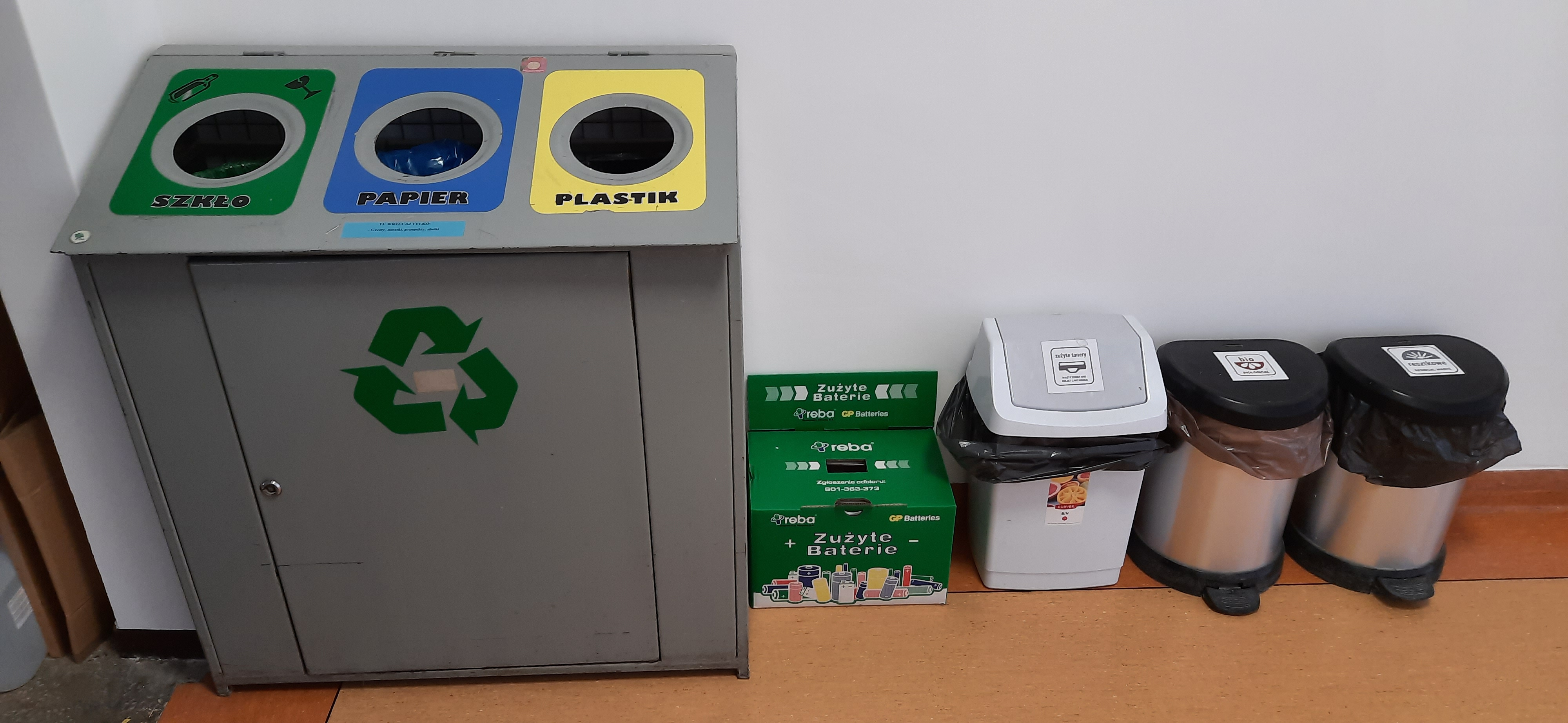
Пункт переробки, Гданська політехніка

1. Санітарно-технічні підприємства  — водопостачання та водовідведення, житлово-експлуатаційні підприємства, підприємства з прибирання територій населених місць та санітарної очистки домоволодінь, пральні, лазні, купальні-плавальні споруди
2. Транспортні підприємства — міський громадський пасажирський транспорт (метрополітен, трамвай, тролейбус, фунікулер, канатні дороги, автобуси, таксі), водний транспорт місцевого призначення
3. Енергетичні підприємства — електричні, газові та теплофікаційні розподільні мережі, опалювальні котельні, ТЕЦ і електростанції, газові заводи, які обслуговують населені пункти

До споруд зовнішнього благоустрою місць, які входять до складу комунального господарства належать дороги і тротуари, мости та шляхопроводи, підземні та наземні транспортні, пішохідні переходи та естакади, споруди і мережі зливової (водостічної) каналізації, набережні, різні гідротехнічні споруди, призначені для запобігання зсувів та затоплення територій, їх осушення, берегоукріплення, зелені насадження загального користування, вуличне освітлення та ін.
До комунального господарства входять також готелі, служби землекористування, інвентаризації будівель, споруд і мереж, ремонтно-експлуатаційні організації, які обслуговують житловий фонд, цвинтарі, крематорії, надають ритуальні послуги та ін. У сферу діяльності комунального господарства входить також і експлуатація і утримання житлового фонду, з якими органічно пов'язані комунальні підприємства та служби зовнішнього благоустрою населених місць.

## Проблеми житлово-комунального господарства України
- погана керованість, неконтрольованість, низька якість роботи підприємств житлово-комунальної галузі та послуг, що ними надаються;
- слабка фінансова спроможність житлово-комунальної сфери;
- застарілість та низька ефективність, вразливість, в тому числі перед ціновим фактором, існуючої системи енерго- та теплозабезпечення помешкань;
- нерівноправність відносин, незахищеність мешканців перед свавільними діями постачальників комунальних послуг.

## Державний контроль
Державний контроль за дотриманням суб'єктами у сфері житлово-комунального господарства законодавства, стандартів, нормативів, норм, порядків і правил стосовно утримання, обслуговування, експлуатації систем водо-, теплопостачання, водовідведення, газопостачання та іншого інженерного обладнання багатоквартирних житлових будинків, утримання, обслуговування і використання житлового фонду, кількості та якості житлово-комунальних послуг, формування цін/тарифів на житлово-комунальні послуги, а також у сфері благоустрою населених пунктів та галузі поховання здійснювала Державна житлово-комунальна інспекція (Держжитлокомунінспекція), яка припинила своє існування 2011 року. Наразі захист прав споживачів житлово-комунальних послуг згідно зі статтею 16 Закону України «Про житлово-комунальні послуги» [Архівовано 3 червня 2019 у Wayback Machine.] покладається на Держпродспоживслужбу.
Органом державного регулювання у сфері комунальних послуг є Національна комісія, що здійснює державне регулювання у сфері комунальних послуг. Національна комісія, що здійснює державне регулювання у сфері комунальних послуг — державний колегіальний орган. Завдання Комісії — регулювання та ліцензування діяльності у сфері генерації, транспортування та постачання тепла, а також централізованого водопостачання та водовідведення.
Під контролем Комісії знаходяться підприємства, що надають (мають намір надавати) послуги з централізованого водопостачання у населених пунктах, чисельність населення яких складає більше ніж сорок тисяч осіб або системи централізованого водопостачання та водовідведення яких розташовані на території двох або більше областей, підприємств з іноземними інвестиціями, а також підприємства теплоенергетики, які мають намір провадити господарську діяльність з виробництва теплової енергії на території двох або більше областей України (включаючи Автономну Республіку Крим, міста Київ та Севастополь) або відпускати із джерел теплової енергії, що належать йому на правах власності або користування, для потреб споживачів теплову енергію в обсязі, що перевищує 20 тисяч Гкал на рік; мають намір здійснювати господарську діяльність з транспортування теплової енергії на території двох або більше областей України (включаючи Автономну Республіку Крим, міста Київ та Севастополь) або має намір відпускати із теплових мереж і теплових пунктів для потреб споживачів теплову енергію в обсязі, що перевищує 18 тисяч Гкал на рік; мають намір здійснювати господарську діяльність з постачання теплової енергії на території двох або більше областей України (включаючи Автономну Республіку Крим, міста Київ та Севастополь) або постачати для потреб споживачів теплову енергію в обсязі, що перевищує 18 тисяч Гкал на рік.

## Реформування житлово-комунального господарства
Для досягнення корінних змін у структурі житлово-комунального господарства необхідні:
- Відверте обговорення владою з суспільством бачення реформ, їх ризиків, складностей, які очікують населення в процесі їх проведення;
- Реалізація непопулярних, але необхідних для реанімації галузі заходів;
- Широке залучення до реформування ЖКГ науковців, громадськості, фахових спеціалістів, міжнародних організацій;
- Забезпечення прозорості та транспарентності дій влади у проведенні реформ;
- Забезпечення чіткої координації діяльності з реформування та розвитку ЖКГ.
- вдосконалення законодавчої бази, яка регулює дану сферу;
- розробка науково обґрунтованих методик формування максимально гнучких тарифів на ринку житлово-комунальних послуг, орієнтованих на ринковий попит та враховують можливості житлово-комунальних підприємств;
- створення умов для надійного і безпечного надання житлово-комунальних послуг за доступними цінами, які стимулюють енергозбереження;
- узгодження економічних інтересів держави та суб'єктів господарювання;
- чіткий розподіл повноважень між органами влади, які керують цією важливою соціальною сферою.